# Gerald Karner
Gerald Karner (* 28. April 1955 in Steyr) ist ein österreichischer Offizier, Militärexperte und Unternehmensberater. Karner war bis zum Jahr 2006 im österreichischen Bundesheer tätig, zuletzt im Rang eines Brigadiers.

## Leben

### Militärischer Werdegang
Nach der Matura trat er in das Bundesheer ein. Von 1976 bis 1979 absolvierte Karner die Theresianische Militärakademie und wurde danach zum Jagdpanzerbataillon 1 in Wiener Neustadt ausgemustert. Dort war er Zugskommandant, S1/2/3 und Kompaniekommandant.
Von 1985 bis 1988 absolvierte er den 11. Generalstabskurs des Bundesheers und kam im Anschluss in die Operations- beziehungsweise Führungsabteilung im Bundesministerium für Landesverteidigung (BMLV) in Wien. 1989/90 war er Kommandant des Jagdpanzerbataillons 4 in Graz. Von 1993 bis 2001 war er Chefredakteur der Österreichischen Militärischen Zeitschrift. Er nahm an Ausbildungsgängen des Kuratoriums für Journalistenausbildung in Salzburg teil.
1997/98 studierte er am US Army War College, Carlisle Barracks, Pennsylvania. Sein Forschungsprojekt über „The National Security Interests of Austria in a Changing Strategic Environment“ wurde von Oberst Jeffrey D. McCausland betreut. 1999 absolvierte er das Seminar Höhere Führung an der Führungsakademie der Bundeswehr in Hamburg. 2001/02 gehörte er der Projektgruppe zur Reorganisation des BMLV und der oberen Führung des österreichischen Bundesheers an. Ab 2002 leitete Karner die Abteilung Militärstrategie im Verteidigungsministerium. 2003/04 war er Mitglied der Bundesheerreformkommission und im Anschluss der Projektorganisation Management Bundesheer 2010 zur Einbringung einer Zielstruktur. 2006 erfolgte die Karenzierung.

### Unternehmensberater
Im Jahre 2006 wurde Karner Partner im Bereich Strategische Planung, Führung und Organisationsentwicklung bei der Hill Communications GmbH in Wien. 2006/07 war er geschäftsführender Gesellschafter. 2007/08 war er Managing Partner bei Hill International mit Sitz in Philadelphia, Pennsylvania. Danach arbeitete er für eine internationale Corporate-Intelligence-Firma. Mit der Gründung der Firma Aventus GmbH in Wien im Dezember 2011 nahm Karner dort die Stellung des Geschäftsführers ein.

### Familie
Karner ist verheiratet.

## Sonstiges
Der Öffentlichkeit ist er seit 1995 als Interview-Experte des ORF sowie anderer Rundfunkanstalten bekannt. Während des Irakkriegs 2003 erläuterte er militärische Zusammenhänge im Radio und Fernsehen; dasselbe macht er im Ukrainekrieg 2022. Im Zuge der Diskussion im Vorfeld der Volksbefragung zur Wehrpflicht in Österreich 2013 sprach sich Karner für die Einführung einer Berufsarmee aus. 2015 hat er Andreas Maislinger seine Unterstützung der Idee Haus der Verantwortung in Braunau am Inn erklärt. Als Analyst trat er nach dem Terroranschlag der Hamas auf Israel im Oktober 2023 auch als Befürworter der israelischen Kriegsführung im Gazastreifen auf. Im Mai 2025 bezeichnete er das israelische Vorgehen als praktisch alternativlos.

## Auszeichnungen
- 2003: Österreichischer Staatspreis für publizistische Leistungen im Interesse der Geistigen Landesverteidigung[4]

## Schriften (Auswahl)
- mit Fritz Hinterberger: Das Prinzip Führung. [Abschied vom „Mythos“ Motivation]. Ecowin, Salzburg 2004, ISBN 3-902404-07-8.